# 由利本荘市立八塩小学校

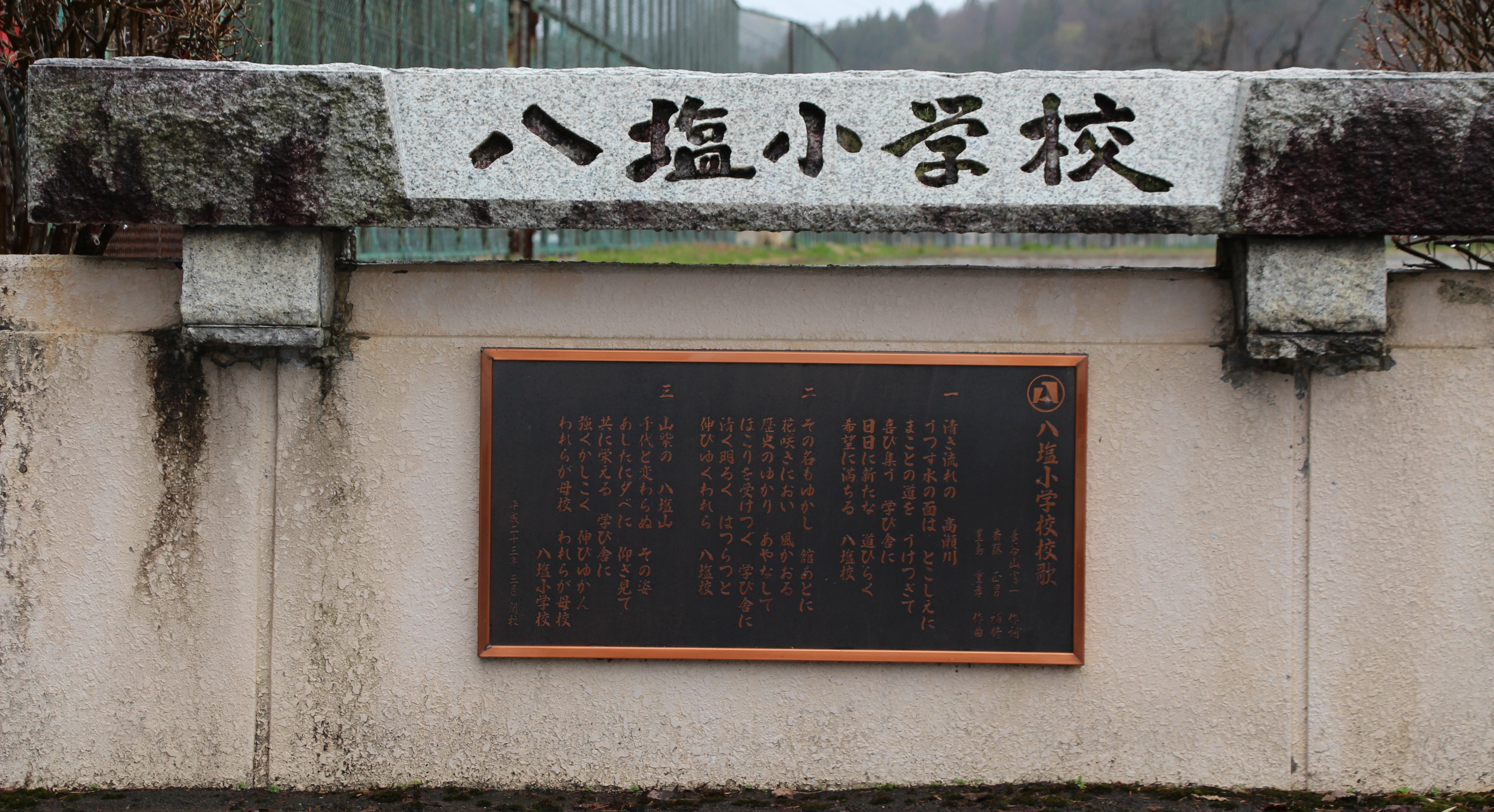
正門の校歌碑

由利本荘市立八塩小学校（ゆりほんじょうしりつ やしおしょうがっこう）は、秋田県由利本荘市東由利舘合字舘野にあった市立小学校。2011年（平成23年）由利本荘市立高瀬小学校と統合し、由利本荘市立東由利小学校が設立されたことで閉校した。

## 沿革
- 1982年（昭和57年）4月5日 - 住吉・玉米両小学校を統合し、東由利町立八塩小学校として開校（校舎は、旧住吉小学校舎を使用）
  - 12月23日 - 旧玉米小学校跡地に新校舎が完成する。竣工式を実施する。
- 1983年（昭和58年）3月9日 - 校歌を制定する。
- 1992年（平成4年）11月18日 - 創立10周年記念式典を挙行。
- 2005年（平成17年）3月22日 - 由利本荘市の発足により、由利本荘市立八塩小学校と改称する。
- 2011年（平成23年）
  - 3月26日 - 閉校式。
  - 3月31日 - 閉校。

## 校歌
- 作詞: 長谷山憲一
- 作曲: 豊島重孝

## 児童数・学級数
| 年度               | 男子 | 女子 | 計  | 増減 | 学級数 | 増減 | 備考           |
| ------------------ | ---- | ---- | --- | ---- | ------ | ---- | -------------- |
| 2003（平成15）年度 | 42   | 56   | 98  |      | 6      |      |                |
| 2004（平成16）年度 | 45   | 57   | 102 | +2   | 7      | +1   |                |
| 2005（平成17）年度 | 43   | 55   | 98  | -4   | 7      | 0    | 由利本荘市誕生 |
| 2006（平成18）年度 | 44   | 52   | 96  | -2   | 7      | 0    |                |
| 2007（平成19）年度 | 40   | 50   | 90  | -6   | 6      | -1   | 創立60周年     |
| 2008（平成20）年度 | 39   | 39   | 78  | -12  | 6      | 0    |                |
| 2009（平成21）年度 | 34   | 35   | 69  | -9   | 6      | 0    |                |
| 2010（平成22）年度 | 30   | 33   | 63  | -6   | 5      | -1   | 閉校           |